# Kanton Mormoiron
Kanton Mormoiron is een voormalig kanton van het Franse departement Vaucluse. Kanton Mormoiron maakte deel uit van het arrondissement Carpentras en telde 8 585 inwoners in 1999. Het werd opgeheven bij decreet van 25 februari 2014, met uitwerking op 22 maart 2015. Alle gemeenten werden toegevoegd aan het kanton Pernes-les-Fontaines.

## Gemeenten
Het kanton Mormoiron omvatte de volgende gemeenten:
- Bédoin : 2 609 inwoners
- Blauvac : 337 inwoners
- Crillon-le-Brave : 398 inwoners
- Flassan : 341 inwoners
- Malemort-du-Comtat : 1 203 inwoners
- Méthamis : 397 inwoners
- Modène : 275 inwoners
- Mormoiron : 1 562 inwoners (hoofdplaats)
- Saint-Pierre-de-Vassols : 433 inwoners
- Villes-sur-Auzon : 1 030 inwoners